# 나이트크롤러 (마블 코믹스)

나이트크롤러(Nightcrawler)는 마블 코믹스가 발행하는 만화책에 등장하는 가상의 슈퍼히어로며, 엑스맨의 일원이다. 렌 와인과 데이브 코크럼에 의해 만들어져 "Giant-Size X-Men" #1 (1975년 5월)에 첫 등장했다.보라색 유황 물질을 내뿜으며 다른 공간으로 순간이동할 수 있는 능력을 가지고 있다.순간이동할 때 벽 같은데 끼지 않기 위하여 공간감지능력도 있다.스파이더맨처럼 벽에도 붙을 수 있다.파란 피부에 기다란 꼬리와 각각 3개씩인 손가락과 발가락을 가지고 있다.다.<세컨드커밍>에서 뮤턴트 구세주,호프를 구하기 위해 심장에 관통상을 입고 사망한다.